# Grandhotel Pupp
El Grandhotel Pupp es un hotel de lujo en la ciudad de Karlovy Vary, República Checa.

## Historia
A inicios del siglo XVIII se instaló aquí un centro de hospitalidad (Lusthaus). Con el tiempo llegó el confitero Johann Georg Pupp, quien trabajó para el confitero local Peter Mitterbach, contrajo matrimonio con su hija y años después se convirtió en propietario del lugar. Mandó construir la hostería Zum Auge Gottes (actual Café Pupp).
Entre sus huéspedes más célebres se cuenta Ludwig van Beethoven.
El edificio actual fue diseñado por el estudio de arquitectos vienés Fellner und Helmer en 1896, y se inauguró en 1907. Cuenta con 228 habitaciones, centro de conferencias, spa y otros servicios.
En la actualidad, este hotel sirve de sede al Festival Internacional de Cine de Karlovy Vary.

## En la cultura popular
- La acción principal de Last Holiday (2006) se desarrolla en el Grandhotel Pupp.
- En la película de James Bond Casino Royale (2006) sirvió de locación para el Hotel Splendide.
- En The Grand Budapest Hotel (2014) sirvió de inspiración para diseñar el set.